# Fairfield (California)
Fairfield, fundada en 1903, es una ciudad y sede de condado del condado de Solano en el estado estadounidense de California. En el año 2000 tenía una población de 107,593 habitantes y una densidad poblacional de 986.3 personas por km².

## Geografía
Fairfield se encuentra ubicada en las coordenadas 38°15′N 122°2′O / 38.250, -122.033. Según la Oficina del Censo, la ciudad tiene un área total de 98,8 km² (38,1 mi²), de la cual 94,5 km² (36,5 mi²) es tierra y 3,3 km² (1,3 mi²) (5.95%) es agua.

## Demografía
Según la Oficina del Censo de los Estados Unidos en 2000 los ingresos medios por hogar en la localidad eran de $49,151, y por familia eran $52,503. Los hombres tenían unos ingresos medios de $35,544 frente a los $27,616 para las mujeres. La renta para la localidad era de $18,617. Alrededor del 8.9% de la población estaban por debajo del umbral de pobreza.